# Chiesa di San Nicola di Bari (Castellaro)
La chiesa di san Nicola di Bari è la parrocchiale di Castellaro Lagusello, frazione del comune di Monzambano, in provincia e diocesi di Mantova; fa parte del vicariato di San Luigi.

## Storia e descrizione
Appartenente alla diocesi di Mantova, situata all'interno del borgo fortificato di Castellaro Lagusello, la chiesa parrocchiale intitolata a san Nicola di Bari, venne riedificata su un tempio precedente di stile romanico negli anni tra il 1741 e il 1743.
La facciata è a due ordini, divisa da quattro lesene, tuscaniche in basso, ioniche in alto, coronate da cornici che sorreggono il timpano con acroteri, dove prevalgono le linee classicheggianti.
L'impronta della struttura classica si legge anche all'interno della chiesa a navata unica, con il perimetro scandito da lesene tuscaniche reggenti il cornicione, da cui si diparte la con volta a botte.
Lungo la navata quattro cappelle, inframezzate sul lato sinistro dal pulpito, di forme barocche che richiamano quelle della cantoria posta sulla porta d'ingresso, dove è collocato l'organo, e sul lato destro dalla tela della Presentazione di Maria al tempio, attribuita a Agostino Ugolini, come le stazioni della Via Crucis che coronano l'intera aula.
Entrando a sinistra, subito dopo la vasca battesimale di forme cinquecentesche, reperto della chiesa precedente, si incontra la cappella dell'altare della Madonna della Cintura, detta anche Madonna della consolazione, con tela settecentesca attribuita alla bottega dei Cignaroli, posta in una cornice intagliata e dorata.
La seconda è la cappella del Sacro Cuore, già denominata della Trasfigurazione, sede nel secolo XVI della confraternita del Santissimo Sacramento o del Corpus Domini. Del 1714 è la struttura in marmi policromi sovrastante la mensa dell'altare, proveniente quindi dalla chiesa precedente, mentre sono più antiche le decorazioni del paliotto (pannello decorativo della parte anteriore dell'altare) realizzato secondo la tecnica del commesso marmoreo (tecnica consistente nel “commettere” tasselli di marmo o pietre dure secondo un disegno di partenza), intarsiato con motivi floreali che incorniciano l'ovale che racchiude la statua di Gesù Bambino rappresentato come Re dell'universo.
Introdotto da una balaustra marmorea, il presbiterio racchiude l'altare maggiore ricco di marmi policromi e intarsiati, con al centro del paliotto il bassorilievo raffigurante san Nicola. Sullo sfondo la pala absidale raffigurante la Madonna col Bambino e santi, opera di Odoardo Perini, attivo nella prima metà del Settecento.
A destra del presbiterio è l'accesso alla sagrestia, arredata con alcuni mobili di pregio che custodiscono paramenti ed arredi liturgici.
La cappella di San Giuseppe, la seconda a destra, ha una tela, inserita in una cornice neoclassica, che raffigura la Madonna del Carmelo.
La cappella della Madonna del Rosario, la prima a destra, coronata dalle tele seicentesche dei misteri del Rosario, contiene la pregevole scultura quattrocentesca raffigurante la Madonna col Bambino, intagliata in legno, dorata e dipinta .